# Niên đại địa chất

Niên đại địa chất Trái Đất và lịch sử hình thành sự sống 4,55 tỉ năm

Niên đại địa chất được sử dụng bởi các nhà địa chất và các nhà khoa học khác để miêu tả thời gian và quan hệ của các sự kiện đã diễn ra trong lịch sử Trái Đất. Khái niệm này cũng có thể được dùng để miêu tả các sự kiện của vật thể khác trong vũ trụ (ví dụ như niên đại địa chất của Mặt Trăng Lunar geologic timescale); bài viết này chỉ tập trung vào niên đại địa chất trên Trái Đất. Thời gian được tính bằng Ma= Mega annum: triệu năm, hoặc Ka= Kilo annum: nghìn năm.
Các nhà địa chất học cho rằng Trái Đất hình thành khoảng 4,570 Ga trước đây. Khoảng thời gian địa chất trong quá khứ của Trái Đất được xây dựng thành thang thời gian địa chất có các cấp tính từ cao xuống thấp là liên đại (eon), nguyên đại hay đại (era), kỷ (period), thế (epoch), kỳ (age) và thời (chron) khác nhau, tương ứng với thang phân vị địa tầng: liên giới, giới, hệ, thống, bậc và đới. Nhưng cần lưu ý đây là 2 hệ thống khác nhau. Ví dụ 1 đại là khoảng thời gian liên tục nhất định trong lịch sử Trái Đất, trong khi địa tầng tương ứng của đại đó (nghĩa là giới) ở 1 khu vực nào đó thì là các lớp đá có niên đại thuộc đại này nhưng có thể không liên tục.  
Các số liệu dưới đây phù hợp với số liệu và danh pháp được Ủy ban quốc tế về địa tầng học (ICS) khuyến nghị.

## Bảng chi tiết
| Siêu liên đại (Supereon)                           | Liên đại (Eon)                          | Đại (Era)                                            | Kỷ (Period)                                          | Thế / Thống (Epoch)                                  | Tầng (Age)                                           | Thời điểm khởi đầu (tính bằng triệu năm về trước) |
| -------------------------------------------------- | --------------------------------------- | ---------------------------------------------------- | ---------------------------------------------------- | ---------------------------------------------------- | ---------------------------------------------------- | ------------------------------------------------- |
| (không có tương đương)                             | Hiển sinh (Phanerozoic)                 | Tân sinh (Cenozoic)                                  | Đệ tứ (Quaternary)                                   | Toàn tân (Holocene)                                  | Meghalaya                                            | 0.0042                                            |
| (không có tương đương)                             | Hiển sinh (Phanerozoic)                 | Tân sinh (Cenozoic)                                  | Đệ tứ (Quaternary)                                   | Toàn tân (Holocene)                                  | Northgrip                                            | 0.0082                                            |
| (không có tương đương)                             | Hiển sinh (Phanerozoic)                 | Tân sinh (Cenozoic)                                  | Đệ tứ (Quaternary)                                   | Toàn tân (Holocene)                                  | Greenland                                            | 0.0117                                            |
| (không có tương đương)                             | Hiển sinh (Phanerozoic)                 | Tân sinh (Cenozoic)                                  | Đệ tứ (Quaternary)                                   | Canh tân (Pleistocene)                               | hậu Canh tân / Tarantia                              | 0.126                                             |
| (không có tương đương)                             | Hiển sinh (Phanerozoic)                 | Tân sinh (Cenozoic)                                  | Đệ tứ (Quaternary)                                   | Canh tân (Pleistocene)                               | Trung Canh tân / Chiba                               | 0.781                                             |
| (không có tương đương)                             | Hiển sinh (Phanerozoic)                 | Tân sinh (Cenozoic)                                  | Đệ tứ (Quaternary)                                   | Canh tân (Pleistocene)                               | Tiền Canh tân / Calabria                             | 1.8                                               |
| (không có tương đương)                             | Hiển sinh (Phanerozoic)                 | Tân sinh (Cenozoic)                                  | Đệ tứ (Quaternary)                                   | Canh tân (Pleistocene)                               | Gelasia                                              | 2.588                                             |
| (không có tương đương)                             | Hiển sinh (Phanerozoic)                 | Tân sinh (Cenozoic)                                  | Tân cận (Neogene)                                    | Thượng tân (Pliocene)                                | Piacenza                                             | 3.6                                               |
| (không có tương đương)                             | Hiển sinh (Phanerozoic)                 | Tân sinh (Cenozoic)                                  | Tân cận (Neogene)                                    | Thượng tân (Pliocene)                                | Zancle                                               | 5.333                                             |
| (không có tương đương)                             | Hiển sinh (Phanerozoic)                 | Tân sinh (Cenozoic)                                  | Tân cận (Neogene)                                    | Trung tân (Miocene)                                  | Messinia                                             | 7.246                                             |
| (không có tương đương)                             | Hiển sinh (Phanerozoic)                 | Tân sinh (Cenozoic)                                  | Tân cận (Neogene)                                    | Trung tân (Miocene)                                  | Tortona                                              | 11.63                                             |
| (không có tương đương)                             | Hiển sinh (Phanerozoic)                 | Tân sinh (Cenozoic)                                  | Tân cận (Neogene)                                    | Trung tân (Miocene)                                  | Serravalle                                           | 13.82                                             |
| (không có tương đương)                             | Hiển sinh (Phanerozoic)                 | Tân sinh (Cenozoic)                                  | Tân cận (Neogene)                                    | Trung tân (Miocene)                                  | Langhe                                               | 15.97                                             |
| (không có tương đương)                             | Hiển sinh (Phanerozoic)                 | Tân sinh (Cenozoic)                                  | Tân cận (Neogene)                                    | Trung tân (Miocene)                                  | Burdigala                                            | 20.44                                             |
| (không có tương đương)                             | Hiển sinh (Phanerozoic)                 | Tân sinh (Cenozoic)                                  | Tân cận (Neogene)                                    | Trung tân (Miocene)                                  | Aquitans                                             | 23.03                                             |
| (không có tương đương)                             | Hiển sinh (Phanerozoic)                 | Tân sinh (Cenozoic)                                  | Cổ cận (Paleogene)                                   | Tiệm tân (Oligocene)                                 | Chatti                                               | 28.1                                              |
| (không có tương đương)                             | Hiển sinh (Phanerozoic)                 | Tân sinh (Cenozoic)                                  | Cổ cận (Paleogene)                                   | Tiệm tân (Oligocene)                                 | Rupel                                                | 33.9                                              |
| (không có tương đương)                             | Hiển sinh (Phanerozoic)                 | Tân sinh (Cenozoic)                                  | Cổ cận (Paleogene)                                   | Thủy tân (Eocene)                                    | Priabona                                             | 37.8                                              |
| (không có tương đương)                             | Hiển sinh (Phanerozoic)                 | Tân sinh (Cenozoic)                                  | Cổ cận (Paleogene)                                   | Thủy tân (Eocene)                                    | Barton                                               | 41.2                                              |
| (không có tương đương)                             | Hiển sinh (Phanerozoic)                 | Tân sinh (Cenozoic)                                  | Cổ cận (Paleogene)                                   | Thủy tân (Eocene)                                    | Lutetia                                              | 47.8                                              |
| (không có tương đương)                             | Hiển sinh (Phanerozoic)                 | Tân sinh (Cenozoic)                                  | Cổ cận (Paleogene)                                   | Thủy tân (Eocene)                                    | Ypres                                                | 56                                                |
| (không có tương đương)                             | Hiển sinh (Phanerozoic)                 | Tân sinh (Cenozoic)                                  | Cổ cận (Paleogene)                                   | Cổ tân (Paleocene)                                   | Thanet                                               | 59.2                                              |
| (không có tương đương)                             | Hiển sinh (Phanerozoic)                 | Tân sinh (Cenozoic)                                  | Cổ cận (Paleogene)                                   | Cổ tân (Paleocene)                                   | Seland                                               | 61.6                                              |
| (không có tương đương)                             | Hiển sinh (Phanerozoic)                 | Tân sinh (Cenozoic)                                  | Cổ cận (Paleogene)                                   | Cổ tân (Paleocene)                                   | Đan Mạch                                             | 66                                                |
| (không có tương đương)                             | Hiển sinh (Phanerozoic)                 | Trung sinh (Mesozoic)                                | Phấn Trắng (Cretaceous)                              | Hậu Phấn trắng                                       | Maastricht                                           | 72.1                                              |
| (không có tương đương)                             | Hiển sinh (Phanerozoic)                 | Trung sinh (Mesozoic)                                | Phấn Trắng (Cretaceous)                              | Hậu Phấn trắng                                       | Champagne                                            | 83.6                                              |
| (không có tương đương)                             | Hiển sinh (Phanerozoic)                 | Trung sinh (Mesozoic)                                | Phấn Trắng (Cretaceous)                              | Hậu Phấn trắng                                       | Santon                                               | 86.3                                              |
| (không có tương đương)                             | Hiển sinh (Phanerozoic)                 | Trung sinh (Mesozoic)                                | Phấn Trắng (Cretaceous)                              | Hậu Phấn trắng                                       | Coniac                                               | 89.8                                              |
| (không có tương đương)                             | Hiển sinh (Phanerozoic)                 | Trung sinh (Mesozoic)                                | Phấn Trắng (Cretaceous)                              | Hậu Phấn trắng                                       | Tours                                                | 93.9                                              |
| (không có tương đương)                             | Hiển sinh (Phanerozoic)                 | Trung sinh (Mesozoic)                                | Phấn Trắng (Cretaceous)                              | Hậu Phấn trắng                                       | Cenoman                                              | 100.5                                             |
| (không có tương đương)                             | Hiển sinh (Phanerozoic)                 | Trung sinh (Mesozoic)                                | Phấn Trắng (Cretaceous)                              | Tiền Phấn trắng                                      | Alba                                                 | 113                                               |
| (không có tương đương)                             | Hiển sinh (Phanerozoic)                 | Trung sinh (Mesozoic)                                | Phấn Trắng (Cretaceous)                              | Tiền Phấn trắng                                      | Apt                                                  | 125                                               |
| (không có tương đương)                             | Hiển sinh (Phanerozoic)                 | Trung sinh (Mesozoic)                                | Phấn Trắng (Cretaceous)                              | Tiền Phấn trắng                                      | Barrême                                              | 129.4                                             |
| (không có tương đương)                             | Hiển sinh (Phanerozoic)                 | Trung sinh (Mesozoic)                                | Phấn Trắng (Cretaceous)                              | Tiền Phấn trắng                                      | Hauterive                                            | 132.9                                             |
| (không có tương đương)                             | Hiển sinh (Phanerozoic)                 | Trung sinh (Mesozoic)                                | Phấn Trắng (Cretaceous)                              | Tiền Phấn trắng                                      | Valangin                                             | 139.8                                             |
| (không có tương đương)                             | Hiển sinh (Phanerozoic)                 | Trung sinh (Mesozoic)                                | Phấn Trắng (Cretaceous)                              | Tiền Phấn trắng                                      | Berrias                                              | 145                                               |
| (không có tương đương)                             | Hiển sinh (Phanerozoic)                 | Trung sinh (Mesozoic)                                | Jura                                                 | Jura muộn                                            | Tithon                                               | 152.1                                             |
| (không có tương đương)                             | Hiển sinh (Phanerozoic)                 | Trung sinh (Mesozoic)                                | Jura                                                 | Jura muộn                                            | Kimmeridge                                           | 157.3                                             |
| (không có tương đương)                             | Hiển sinh (Phanerozoic)                 | Trung sinh (Mesozoic)                                | Jura                                                 | Jura muộn                                            | Oxford                                               | 163.5                                             |
| (không có tương đương)                             | Hiển sinh (Phanerozoic)                 | Trung sinh (Mesozoic)                                | Jura                                                 | Jura giữa                                            | Callove                                              | 166.1                                             |
| (không có tương đương)                             | Hiển sinh (Phanerozoic)                 | Trung sinh (Mesozoic)                                | Jura                                                 | Jura giữa                                            | Bathon                                               | 168.3                                             |
| (không có tương đương)                             | Hiển sinh (Phanerozoic)                 | Trung sinh (Mesozoic)                                | Jura                                                 | Jura giữa                                            | Bajocy                                               | 170.3                                             |
| (không có tương đương)                             | Hiển sinh (Phanerozoic)                 | Trung sinh (Mesozoic)                                | Jura                                                 | Jura giữa                                            | Aalen                                                | 174.1                                             |
| (không có tương đương)                             | Hiển sinh (Phanerozoic)                 | Trung sinh (Mesozoic)                                | Jura                                                 | Jura sớm                                             | Toarcy                                               | 182.7                                             |
| (không có tương đương)                             | Hiển sinh (Phanerozoic)                 | Trung sinh (Mesozoic)                                | Jura                                                 | Jura sớm                                             | Pliensbach                                           | 190.8                                             |
| (không có tương đương)                             | Hiển sinh (Phanerozoic)                 | Trung sinh (Mesozoic)                                | Jura                                                 | Jura sớm                                             | Sinemur                                              | 199.3                                             |
| (không có tương đương)                             | Hiển sinh (Phanerozoic)                 | Trung sinh (Mesozoic)                                | Jura                                                 | Jura sớm                                             | Hettange                                             | 201.3                                             |
| (không có tương đương)                             | Hiển sinh (Phanerozoic)                 | Trung sinh (Mesozoic)                                | Tam điệp (Trias)                                     | Trias muộn                                           | Rhaetia                                              | 208.5                                             |
| (không có tương đương)                             | Hiển sinh (Phanerozoic)                 | Trung sinh (Mesozoic)                                | Tam điệp (Trias)                                     | Trias muộn                                           | Noria                                                | 227                                               |
| (không có tương đương)                             | Hiển sinh (Phanerozoic)                 | Trung sinh (Mesozoic)                                | Tam điệp (Trias)                                     | Trias muộn                                           | Carnia                                               | 237                                               |
| (không có tương đương)                             | Hiển sinh (Phanerozoic)                 | Trung sinh (Mesozoic)                                | Tam điệp (Trias)                                     | Trias giữa                                           | Ladinia                                              | 242                                               |
| (không có tương đương)                             | Hiển sinh (Phanerozoic)                 | Trung sinh (Mesozoic)                                | Tam điệp (Trias)                                     | Trias giữa                                           | Anisia                                               | 247.2                                             |
| (không có tương đương)                             | Hiển sinh (Phanerozoic)                 | Trung sinh (Mesozoic)                                | Tam điệp (Trias)                                     | Trias sớm                                            | Olenek                                               | 251.2                                             |
| (không có tương đương)                             | Hiển sinh (Phanerozoic)                 | Trung sinh (Mesozoic)                                | Tam điệp (Trias)                                     | Trias sớm                                            | Indus                                                | 251.902                                           |
| (không có tương đương)                             | Hiển sinh (Phanerozoic)                 | Cổ sinh (Paleozoic)                                  | Permi                                                | Lạc Bình (Loping)                                    | Trường Hưng (Changhsing)                             | 254.14                                            |
| (không có tương đương)                             | Hiển sinh (Phanerozoic)                 | Cổ sinh (Paleozoic)                                  | Permi                                                | Lạc Bình (Loping)                                    | Ngô Gia Bình (Wuchiaping)                            | 259.1                                             |
| (không có tương đương)                             | Hiển sinh (Phanerozoic)                 | Cổ sinh (Paleozoic)                                  | Permi                                                | Guadalupe                                            | Capitan                                              | 265.1                                             |
| (không có tương đương)                             | Hiển sinh (Phanerozoic)                 | Cổ sinh (Paleozoic)                                  | Permi                                                | Guadalupe                                            | Word                                                 | 268.8                                             |
| (không có tương đương)                             | Hiển sinh (Phanerozoic)                 | Cổ sinh (Paleozoic)                                  | Permi                                                | Guadalupe                                            | Road                                                 | 272.95                                            |
| (không có tương đương)                             | Hiển sinh (Phanerozoic)                 | Cổ sinh (Paleozoic)                                  | Permi                                                | Cisural                                              | Kungur                                               | 283.5                                             |
| (không có tương đương)                             | Hiển sinh (Phanerozoic)                 | Cổ sinh (Paleozoic)                                  | Permi                                                | Cisural                                              | Artinsk                                              | 290.1                                             |
| (không có tương đương)                             | Hiển sinh (Phanerozoic)                 | Cổ sinh (Paleozoic)                                  | Permi                                                | Cisural                                              | Sakmara                                              | 295                                               |
| (không có tương đương)                             | Hiển sinh (Phanerozoic)                 | Cổ sinh (Paleozoic)                                  | Permi                                                | Cisural                                              | Assel                                                | 298.9                                             |
| (không có tương đương)                             | Hiển sinh (Phanerozoic)                 | Cổ sinh (Paleozoic)                                  | Than đá / Thạch thán (Carboniferous)                 | Pennsylvania                                         | Gzhel                                                | 303.7                                             |
| (không có tương đương)                             | Hiển sinh (Phanerozoic)                 | Cổ sinh (Paleozoic)                                  | Than đá / Thạch thán (Carboniferous)                 | Pennsylvania                                         | Kasimov                                              | 307                                               |
| (không có tương đương)                             | Hiển sinh (Phanerozoic)                 | Cổ sinh (Paleozoic)                                  | Than đá / Thạch thán (Carboniferous)                 | Pennsylvania                                         | Moskva                                               | 315.2                                             |
| (không có tương đương)                             | Hiển sinh (Phanerozoic)                 | Cổ sinh (Paleozoic)                                  | Than đá / Thạch thán (Carboniferous)                 | Pennsylvania                                         | Bashkiria                                            | 323.2                                             |
| (không có tương đương)                             | Hiển sinh (Phanerozoic)                 | Cổ sinh (Paleozoic)                                  | Than đá / Thạch thán (Carboniferous)                 | Mississippi                                          | Serpukhov                                            | 330.9                                             |
| (không có tương đương)                             | Hiển sinh (Phanerozoic)                 | Cổ sinh (Paleozoic)                                  | Than đá / Thạch thán (Carboniferous)                 | Mississippi                                          | Visé                                                 | 346.7                                             |
| (không có tương đương)                             | Hiển sinh (Phanerozoic)                 | Cổ sinh (Paleozoic)                                  | Than đá / Thạch thán (Carboniferous)                 | Mississippi                                          | Tournai                                              | 358.9                                             |
| (không có tương đương)                             | Hiển sinh (Phanerozoic)                 | Cổ sinh (Paleozoic)                                  | Devon                                                | Hậu Devon                                            | Famenne                                              | 372.2                                             |
| (không có tương đương)                             | Hiển sinh (Phanerozoic)                 | Cổ sinh (Paleozoic)                                  | Devon                                                | Hậu Devon                                            | Frasne                                               | 382.7                                             |
| (không có tương đương)                             | Hiển sinh (Phanerozoic)                 | Cổ sinh (Paleozoic)                                  | Devon                                                | Trung Devon                                          | Givet                                                | 387.7                                             |
| (không có tương đương)                             | Hiển sinh (Phanerozoic)                 | Cổ sinh (Paleozoic)                                  | Devon                                                | Trung Devon                                          | Eifel                                                | 393.3                                             |
| (không có tương đương)                             | Hiển sinh (Phanerozoic)                 | Cổ sinh (Paleozoic)                                  | Devon                                                | Tiền Devon                                           | Ems                                                  | 407.6                                             |
| (không có tương đương)                             | Hiển sinh (Phanerozoic)                 | Cổ sinh (Paleozoic)                                  | Devon                                                | Tiền Devon                                           | Praha                                                | 410.8                                             |
| (không có tương đương)                             | Hiển sinh (Phanerozoic)                 | Cổ sinh (Paleozoic)                                  | Devon                                                | Tiền Devon                                           | Lochkov                                              | 419.2                                             |
| (không có tương đương)                             | Hiển sinh (Phanerozoic)                 | Cổ sinh (Paleozoic)                                  | Silur                                                | Pridoli                                              | Pridoli                                              | 423                                               |
| (không có tương đương)                             | Hiển sinh (Phanerozoic)                 | Cổ sinh (Paleozoic)                                  | Silur                                                | Ludlow                                               | Ludford                                              | 425.6                                             |
| (không có tương đương)                             | Hiển sinh (Phanerozoic)                 | Cổ sinh (Paleozoic)                                  | Silur                                                | Ludlow                                               | Gorst                                                | 427.4                                             |
| (không có tương đương)                             | Hiển sinh (Phanerozoic)                 | Cổ sinh (Paleozoic)                                  | Silur                                                | Wenlock                                              | Homer                                                | 430.5                                             |
| (không có tương đương)                             | Hiển sinh (Phanerozoic)                 | Cổ sinh (Paleozoic)                                  | Silur                                                | Wenlock                                              | Sheinwood                                            | 433.4                                             |
| (không có tương đương)                             | Hiển sinh (Phanerozoic)                 | Cổ sinh (Paleozoic)                                  | Silur                                                | Llandovery                                           | Telych                                               | 438.5                                             |
| (không có tương đương)                             | Hiển sinh (Phanerozoic)                 | Cổ sinh (Paleozoic)                                  | Silur                                                | Llandovery                                           | Aeron                                                | 440.8                                             |
| (không có tương đương)                             | Hiển sinh (Phanerozoic)                 | Cổ sinh (Paleozoic)                                  | Silur                                                | Llandovery                                           | Rhuddan                                              | 443.8                                             |
| (không có tương đương)                             | Hiển sinh (Phanerozoic)                 | Cổ sinh (Paleozoic)                                  | Ordovic                                              | Hậu Ordovic                                          | Hirnant                                              | 445.2                                             |
| (không có tương đương)                             | Hiển sinh (Phanerozoic)                 | Cổ sinh (Paleozoic)                                  | Ordovic                                              | Hậu Ordovic                                          | Katy                                                 | 453                                               |
| (không có tương đương)                             | Hiển sinh (Phanerozoic)                 | Cổ sinh (Paleozoic)                                  | Ordovic                                              | Hậu Ordovic                                          | Sandby                                               | 458.4                                             |
| (không có tương đương)                             | Hiển sinh (Phanerozoic)                 | Cổ sinh (Paleozoic)                                  | Ordovic                                              | Trung Ordovic                                        | Darriwil                                             | 467.3                                             |
| (không có tương đương)                             | Hiển sinh (Phanerozoic)                 | Cổ sinh (Paleozoic)                                  | Ordovic                                              | Trung Ordovic                                        | Đại Bình (Daping)                                    | 470                                               |
| (không có tương đương)                             | Hiển sinh (Phanerozoic)                 | Cổ sinh (Paleozoic)                                  | Ordovic                                              | Tiền Ordovic                                         | Flo                                                  | 477.7                                             |
| (không có tương đương)                             | Hiển sinh (Phanerozoic)                 | Cổ sinh (Paleozoic)                                  | Ordovic                                              | Tiền Ordovic                                         | Tremadoc                                             | 485.4                                             |
| (không có tương đương)                             | Hiển sinh (Phanerozoic)                 | Cổ sinh (Paleozoic)                                  | Cambri                                               | Phù Dung (Furong)                                    | Tầng 10                                              | 497                                               |
| (không có tương đương)                             | Hiển sinh (Phanerozoic)                 | Cổ sinh (Paleozoic)                                  | Cambri                                               | Phù Dung (Furong)                                    | Giang Sơn (Jiangshan)                                | 494                                               |
| (không có tương đương)                             | Hiển sinh (Phanerozoic)                 | Cổ sinh (Paleozoic)                                  | Cambri                                               | Phù Dung (Furong)                                    | Bài Bích (Paibi)                                     | 497                                               |
| (không có tương đương)                             | Hiển sinh (Phanerozoic)                 | Cổ sinh (Paleozoic)                                  | Cambri                                               | Miêu Lĩnh (Miaoling)                                 | Cổ Trượng (Guzhang)                                  | 500.5                                             |
| (không có tương đương)                             | Hiển sinh (Phanerozoic)                 | Cổ sinh (Paleozoic)                                  | Cambri                                               | Miêu Lĩnh (Miaoling)                                 | Drum                                                 | 504.5                                             |
| (không có tương đương)                             | Hiển sinh (Phanerozoic)                 | Cổ sinh (Paleozoic)                                  | Cambri                                               | Miêu Lĩnh (Miaoling)                                 | Vũ Lăng (Wuliu)                                      | 509                                               |
| (không có tương đương)                             | Hiển sinh (Phanerozoic)                 | Cổ sinh (Paleozoic)                                  | Cambri                                               | thế 2                                                | Tầng 4                                               | 514                                               |
| (không có tương đương)                             | Hiển sinh (Phanerozoic)                 | Cổ sinh (Paleozoic)                                  | Cambri                                               | thế 2                                                | Tầng 3                                               | 521                                               |
| (không có tương đương)                             | Hiển sinh (Phanerozoic)                 | Cổ sinh (Paleozoic)                                  | Cambri                                               | Terreneuve                                           | Tầng 2                                               | 529                                               |
| (không có tương đương)                             | Hiển sinh (Phanerozoic)                 | Cổ sinh (Paleozoic)                                  | Cambri                                               | Terreneuve                                           | Fortune                                              | 541                                               |
| Tiền Cambri (Precambrian) hay Ẩn sinh (Cryptozoic) | Nguyên sinh hay Nguyên cổ (Proterozoic) | Tân Nguyên Sinh (Neoproterozoic)                     | Ediacara                                             | Ediacara                                             | Ediacara                                             | 635                                               |
| Tiền Cambri (Precambrian) hay Ẩn sinh (Cryptozoic) | Nguyên sinh hay Nguyên cổ (Proterozoic) | Tân Nguyên Sinh (Neoproterozoic)                     | Thành băng (Cryogen)                                 | Thành băng (Cryogen)                                 | Thành băng (Cryogen)                                 | 720                                               |
| Tiền Cambri (Precambrian) hay Ẩn sinh (Cryptozoic) | Nguyên sinh hay Nguyên cổ (Proterozoic) | Tân Nguyên Sinh (Neoproterozoic)                     | Lạp thân (Tonas)                                     | Lạp thân (Tonas)                                     | Lạp thân (Tonas)                                     | 1000                                              |
| Tiền Cambri (Precambrian) hay Ẩn sinh (Cryptozoic) | Nguyên sinh hay Nguyên cổ (Proterozoic) | Trung Nguyên Sinh (Mesoproterozoic)                  | Hiệp đới (Stenos)                                    | Hiệp đới (Stenos)                                    | Hiệp đới (Stenos)                                    | 1200                                              |
| Tiền Cambri (Precambrian) hay Ẩn sinh (Cryptozoic) | Nguyên sinh hay Nguyên cổ (Proterozoic) | Trung Nguyên Sinh (Mesoproterozoic)                  | Duyên triển (Ectasis)                                | Duyên triển (Ectasis)                                | Duyên triển (Ectasis)                                | 1400                                              |
| Tiền Cambri (Precambrian) hay Ẩn sinh (Cryptozoic) | Nguyên sinh hay Nguyên cổ (Proterozoic) | Trung Nguyên Sinh (Mesoproterozoic)                  | Cái tằng (Calymma)                                   | Cái tằng (Calymma)                                   | Cái tằng (Calymma)                                   | 1600                                              |
| Tiền Cambri (Precambrian) hay Ẩn sinh (Cryptozoic) | Nguyên sinh hay Nguyên cổ (Proterozoic) | Cổ Nguyên Sinh (Paleoproterozoic)                    | Cố kết (Statheros)                                   | Cố kết (Statheros)                                   | Cố kết (Statheros)                                   | 1800                                              |
| Tiền Cambri (Precambrian) hay Ẩn sinh (Cryptozoic) | Nguyên sinh hay Nguyên cổ (Proterozoic) | Cổ Nguyên Sinh (Paleoproterozoic)                    | Tạo sơn (Orosira)                                    | Tạo sơn (Orosira)                                    | Tạo sơn (Orosira)                                    | 2050                                              |
| Tiền Cambri (Precambrian) hay Ẩn sinh (Cryptozoic) | Nguyên sinh hay Nguyên cổ (Proterozoic) | Cổ Nguyên Sinh (Paleoproterozoic)                    | Tằng xâm (Rhyax)                                     | Tằng xâm (Rhyax)                                     | Tằng xâm (Rhyax)                                     | 2300                                              |
| Tiền Cambri (Precambrian) hay Ẩn sinh (Cryptozoic) | Nguyên sinh hay Nguyên cổ (Proterozoic) | Cổ Nguyên Sinh (Paleoproterozoic)                    | Thành thiết (Sideros)                                | Thành thiết (Sideros)                                | Thành thiết (Sideros)                                | 2500                                              |
| Tiền Cambri (Precambrian) hay Ẩn sinh (Cryptozoic) | Thái cổ (Archean) hay Vô sinh (Azoic)   | Tân Thái cổ (Neoarchean)                             | Tân Thái cổ (Neoarchean)                             | Tân Thái cổ (Neoarchean)                             | Tân Thái cổ (Neoarchean)                             | 2800                                              |
| Tiền Cambri (Precambrian) hay Ẩn sinh (Cryptozoic) | Thái cổ (Archean) hay Vô sinh (Azoic)   | Trung Thái cổ (Mesoarchean)                          | Trung Thái cổ (Mesoarchean)                          | Trung Thái cổ (Mesoarchean)                          | Trung Thái cổ (Mesoarchean)                          | 3200                                              |
| Tiền Cambri (Precambrian) hay Ẩn sinh (Cryptozoic) | Thái cổ (Archean) hay Vô sinh (Azoic)   | Cổ Thái cổ (Paleoarchean)                            | Cổ Thái cổ (Paleoarchean)                            | Cổ Thái cổ (Paleoarchean)                            | Cổ Thái cổ (Paleoarchean)                            | 3600                                              |
| Tiền Cambri (Precambrian) hay Ẩn sinh (Cryptozoic) | Thái cổ (Archean) hay Vô sinh (Azoic)   | Tiền Thái cổ (Eoarchean)                             | Tiền Thái cổ (Eoarchean)                             | Tiền Thái cổ (Eoarchean)                             | Tiền Thái cổ (Eoarchean)                             | 4000                                              |
| Tiền Cambri (Precambrian) hay Ẩn sinh (Cryptozoic) | Thái viễn cổ hay Hoả thành (Hadean)     | Tiền Imbrium (không chính thức)                      | Tiền Imbrium (không chính thức)                      | Tiền Imbrium (không chính thức)                      | Tiền Imbrium (không chính thức)                      | 4130                                              |
| Tiền Cambri (Precambrian) hay Ẩn sinh (Cryptozoic) | Thái viễn cổ hay Hoả thành (Hadean)     | Nectaris (không chính thức)                          | Nectaris (không chính thức)                          | Nectaris (không chính thức)                          | Nectaris (không chính thức)                          | 4280                                              |
| Tiền Cambri (Precambrian) hay Ẩn sinh (Cryptozoic) | Thái viễn cổ hay Hoả thành (Hadean)     | Các nhóm Lòng chảo (Basin groups) (không chính thức) | Các nhóm Lòng chảo (Basin groups) (không chính thức) | Các nhóm Lòng chảo (Basin groups) (không chính thức) | Các nhóm Lòng chảo (Basin groups) (không chính thức) | 4533                                              |
| Tiền Cambri (Precambrian) hay Ẩn sinh (Cryptozoic) | Thái viễn cổ hay Hoả thành (Hadean)     | Bí ẩn (Cryptic) (không chính thức)                   | Bí ẩn (Cryptic) (không chính thức)                   | Bí ẩn (Cryptic) (không chính thức)                   | Bí ẩn (Cryptic) (không chính thức)                   | 4600                                              |